# Monaco az 1968. évi nyári olimpiai játékokon
Monaco a mexikói Mexikóvárosban megrendezett 1968. évi nyári olimpiai játékok egyik részt vevő nemzete volt. Az országot az olimpián 1 sportágban 2 sportoló képviselte, akik érmet nem szereztek.

## Sportlövészet
Nyílt
| Versenyző          | Versenyszám       | Pont | Helyezés |
| ------------------ | ----------------- | ---- | -------- |
| Joseph Barral      | Sportpuska, fekvő | 577  | 83.      |
| Gilbert Scorsoglio | Sportpuska, fekvő | 573  | 85.      |